# Bélkirálymező
Bélkirálymező (románul Craiva) település Romániában, Arad megyében.

## Fekvése
Béltől északra, A Béli-hegység alatt, Ökrös és Kislaka közt fekvő település.

## Története
Nevét 1344-ben említette először oklevél Keralmezei néven.
1345-ben Kyralmezey, 1429-ben Kyralmezeye 1808-ban Krajová, 1851-ben Krajova néven írták.
1851-ben a váradi Deák püspök béli uradalmához tartozott.
A 20. század elején Bihar vármegye Béli járásához tartozott.
1910-ben 582  lakosából 52 magyar, 503 román volt, melyből 26 római katolikus, 17 református, 529 görögkeleti ortodox volt.
2002-ben a községet 2789 román, 260 cigány, 63 ukrán, 4 magyar lakta.